# Саундтрак
Са̀ундтрак (Soundtrack) е термин, който се отнася за 3 взаимносвързани концепции: съпровождащата и синхронизирана с действието музика от игрален филм, телевизионна програма или видеоигра; комерсиално издаденият албум с музика, която съпровожда филмовия или телевизионен продукт; тази част от всеки филм, която съдържа синхронизирания записан звук.
В много случаи саундтраковете включват музика, вдъхновена от филма, но нефигурираща в крайния кинопродукт, докато филмовата музика е оригиналната музика създадена от композитор за точно определен филм.

## Основни положения
Във филмовата индустрия саундтрак е аудиозапис, който е създаден или се използва в основната или пост-продукцията. Първоначално диалозите, звуковите ефекти и музиката се съдържат в отделни аудиозаписи (диалогов, звуков, ефектен и музикален), които впоследствие се комбинират, за да се получи съставният запис, който се чува във филмите. Допълнително съществуват и дублажни записи, които се използват, когато кино/телевизионният продукт се преведе на други езици.
Терминът саундтрак навлиза в общественото съзнание с появата на така наречените „саундтрак албуми“ в началото на 1950-те. Първоначално използвани от филмовите компании като промоционален способ за новите филми, тези комерсиално достъпни албуми са именувани и рекламирани като „музика от оригиналния саундтрак на игралния филм“. Това определение много скоро бива скъсено до „оригинален саундтрак към игрален филм“. По-конкретно такива записи включват изключително и само музикалния запис, защото се състоят само от самата музика, а не от съставния запис, който влючва звуковите ефекти и диалозите.
Съкращението OST най-често се използва за музикалния саундтрак на физически или виртуален звуков носител и реално означава Original Soundtrack или Оригинален саундтрак (поради което и допустимото използване на ОСТ). Също така OST може да се използва и за да разграничи оригиналната музика във филма от преработената или кавърирана музика, която е издадена като самостоен продукт. Саундтраковете не се препокриват със записите от мюзикъли или колективни музикални изпълнения на актьорите от един филм.
Оригиналните записи от мюзикъли са студийните версии на песни, които се изпълняват на сцена. По време на представления изпълнителите на живо пеят песните без да използват плейбек и/или синбек. За сметка на това екранизациите на мюзикъли са предварително записани и не се изпълняват на живо по време на снимките, техника позната като буфосинхронада. Това създава известно объркване при издаването на оригиналните музикални продукти, какъвто е случая с мюзикъла „Mamma Mia“. На музикалния пазар съществуват два албума с това име, но докато първият се отнася за запис на живото изпълнение на театралната трупа, която поставя мюзикъла, то вторият се води, че е оригиналната музика към игралния филм, т.е. OST.
Въпреки че саундтракът е част от понятието филмова музика, двата термина не се препокриват, защото саундтракът реално погледнато е музиката от филма, но в никакъв случай не е филмовата музика, която е специално създадена за този кино продукт. Саундтраковете много често включват музика, която не е включена във филма, а по-скоро има за цел да създаде настроение в слушателя, след като се е запознал с екранното представяне. В такива случаи може да приемаме оригиналната музика от игрален филм като самостоен аудио продукт, които е обвързан с филма единствено чрез името без реално да осъществява връзката видяно – чуто. Понякога саундтраковете включват откъси от филмовата музика, най-често тази, която е използвана в запомнящите се моменти във филма. С навлизането на звука в киното започват да се пишат филмови песни, които почти винаги спадат към филмовата музика, защото те се създават специално за драматургичен ефект. Хенри Манчини, който печели награда Еми и две награди Грами за саундтрака към филма „Питър Гън“, е първият филмов композитор, чиято песен от филм успява да се превърне в комерсиален музикален хит.

## Видове
В саундтрака като музикален жанр има 3 основни направления:
1. музика от мюзикъл, която включва песни от оригиналното произведение;
2. филмова музика, която служи като фон на филми, които не са мюзикъли;
3. песни на множество изпълнители, които в повечето случаи не са записани специално за филма.

Саундтраковете добиват особена популярност и значение едва след масовото навлизане на плочите, въпреки че преди това се правят множество опити да се издава музика от филми под различни аудиоформати. Сред предпочитаните формати в началото на 50-те са 10-инчовите и 12-инчовите плочи. С масовизацията на този вид записи композиторите на филмова музика добиват особена популярност, а все повече музиканти започват професионално да се занимават специално със записи в това направление. Филмовите компании не остават по-назад и след като се уверяват, че търсенето на саундтракове надхвърля техните очаквания се издават все повече плочи с оригинална музика от кино продукции. Саундтракове като този на „Отнесени от вихъра“ се преиздават множество пъти, а в края на 60-те започват да бъдат и ремастерирани, изкуствено подобрявайки качеството на записа. През последните години се отчита повишено търсене на оригинални монозвучни записи на филмова музика, въпреки постоянното подобряване на цялостното звучене.
Някои саундтракове към филми достигат култов статус, понякога надхвърляйки успеха на самата кинопродукция. Най-продаваният саундтрак на всички времена е оригиналната музика към сагата „Междузвездни войни“, която е композирана от Джон Уилямс. Дисковете са многократно преиздавани, а на някои други филми отдавна изкупени и превърнали се в колекционерски ценности. В някои по-редки случаи освен музикалните откъси на дискове се издават и цели диалози от филма. Тези издания не се считат за оригинални саундтракове, а по-скоро за аудио продукт, съпътстващ филма и предназначен за най-големите фенове. Примери за такова издание са двойното издание към филма „Кой се страхува от Вирджиния Улф?“ на Майк Никълс и комплектът към филма на Франко Зефирели „Ромео и Жулиета“.